# Салак (вулкан)
Сала́к (индон. Gunung Salak — гора Салак, сунд. ᮌᮥᮔᮥᮀ ᮞᮜᮊ᮪ Gunung Salak) — действующий вулкан в Индонезии в западной части острова Ява, последнее извержение зафиксировано в 1938 году.
Склоны поросли влажными тропическими лесами. Входит в состав национального заповедника Гунунг-Халимун-Салак.
В 12 км к северу от вулкана расположен крупный город Богор, неоднократно страдавший от активности Салака и лесных пожаров, вызывавшихся извержениями. Схематическое изображение Салака присутствует на гербе Богора.

## Авиационные инциденты
В газете The Jakarta Post гору Salak назвали кладбищем самолётов (англ. airplane graveyard). Высокая турбулентность и быстро изменяющиеся погодные условия гористой местности рядом с Салаком могли быть факторами нескольких крупных авиационных катастроф. С 2002 по 2012 здесь произошло 7 крушений.
9 мая 2012 года в склон вулкана Салак врезался российский самолёт Sukhoi Superjet 100 (6°43′08″ ю. ш. 106°43′15″ в. д.).
Незадолго до этого при крушении тренировочного самолёта здесь погибло 3 человека; 18 человек погибли на борту военного самолёта индонезийских ВВС в 2008; 5 — в июне 2004, 2 в апреле 2004, 7 в октябре 2003, один в октябре 2002.